# خارلنگری
خارلَنگَری (نام علمی: Lappula) نام یک سرده از گیاهان یک‌ساله یا چندساله از تیره گاوزبانیان است.
گونه‌ها:
- خارلنگری بارباتا - Lappula barbata
- خارلنگری ریشدار - Lappula bracteatum
- خارلنگری دشت بزرگ - Lappula cenchrusoides
- خارلنگری کلرادو - Lappula diploloma
- خارلنگری لبه‌دار - Lappula marginata
- خارلنگری پشت‌صاف - Lappula occidentalis
- خارلنگری اروپایی - Lappula squarrosa